# Julius von Elern
Julius August Andreas von Elern (* 18. April 1824 in Stade; † 30. Juli 1903 in Lübeck) war ein preußischer Generalmajor und Kommandant von Diedenhofen.

## Leben

### Herkunft
Julius war ein Sohn des hannoverschen Generalmajors und Kommandanten von Lüneburg Adolf von Elern (1791–1859) und dessen Ehefrau Agnes, geborene von dem Knesebeck (1802–1888).

### Militärkarriere
Nach dem Besuch des Gymnasiums in Stade trat Elern am 25. Oktober 1841 als Kadett in das Garde-Regiment der Hannoverschen Armee ein und avancierte bis Ende Januar 1842 zum Sekondeleutnant. Zur weiteren Ausbildung absolvierte er zunächst von Oktober 1846 bis Mai 1847 die Militärakademie in Hannover, stieg Anfang Oktober 1848 zum Premierleutnant auf und setzte ab Mitte Oktober 1849 seine Ausbildung an der Generalstabsakademie fort. Nach einem Kommando zur Landesvermessung kehrte Elern Anfang November 1852 mit der Ernennung zum Regimentsadjutanten in sein Stammregiment zurück. Am 22. Mai 1856 erfolgte seine Beförderung zum Hauptmann und Ende Mai 1858 seine Versetzung als Kompaniechef in das 6. Infanterie-Regiment. In dieser Eigenschaft nahm Eler 1864 am Krieg gegen Dänemark und 1866 während des Krieges gegen Preußen an der Schlacht bei Langensalza teil. Nach dem verloren Krieg und der Annexion des Königreichs trat Elern am 9. März 1867 in die Preußische Armee über. Er wurde als Hauptmann und Kompaniechef dem 3. Rheinischen Infanterie-Regiment Nr. 29 aggregiert und Ende Juni 1867 zum Major befördert. Nachdem man ihn am 22. März 1868 in das Regiment einrangiert hatte, wurde Elern am 10. August 1868 zum Kommandeur des I. Bataillons in Trier ernannt.
Während des Krieges gegen Frankreich wurde er in der Schlacht bei Gravelotte schwer verwundet. Nach seiner Wiederherstellung nahm er an den Kämpfen bei Buchy, Amiens und an der Hallue sowie den Belagerungen von Metz und Péronne teil. Ausgezeichnet mit beiden Klassen des Eisernen Kreuzes stieg Elern nach dem Friedensschluss bis Mitte September 1874 zum Oberst auf und wurde am 15. August 1874 kurzzeitig zur Führung des 6. Rheinischen Infanterie-Regiments Nr. 68 kommandiert. Am 12. November 1874 erfolgte seine Ernennung zum Kommandeur des 3. Rheinischen Infanterie-Regiment Nr. 29. Unter Stellung à la suite seines Regiments wurde Elern am 17. September 1878 als Kommandant nach Diedenhofen versetzt. In dieser Eigenschaft erhielt er anlässlich des Ordensfestes im Januar 1881 den Kronen-Orden II. Klasse und am 30. März 1881 den Charakter als Generalmajor. Unter Verleihung des Roten Adlerordens II. Klasse mit Eichenlaub wurde er am 10. Juni 1882 mit Pension zur Disposition gestellt. Er starb am 30. Juli 1903 in Lübeck.

### Familie
Elern heiratete am 13. November 1861 in Olpenitz Ernestine von Ahlefeld (1839–1922). Das Paar hatte mehrere Kinder:
- Ernst (* 1862), preußischer Referendar
- Georg (* 1866), preußischer Hauptmann ⚭ Marianne von Hobe (1862–1916)[2]
- Detlef (* 1871), Rektor der Lateinschule in Osnabrück